# Sundborns kyrka
Sundborns kyrka är en kyrka vid sjön Toftan i Sundborn. Den tillhör Sundborns församling och ingår sedan 2018 i Svärdsjö-Enviken-Sundborns Pastorat i Västerås stift. 

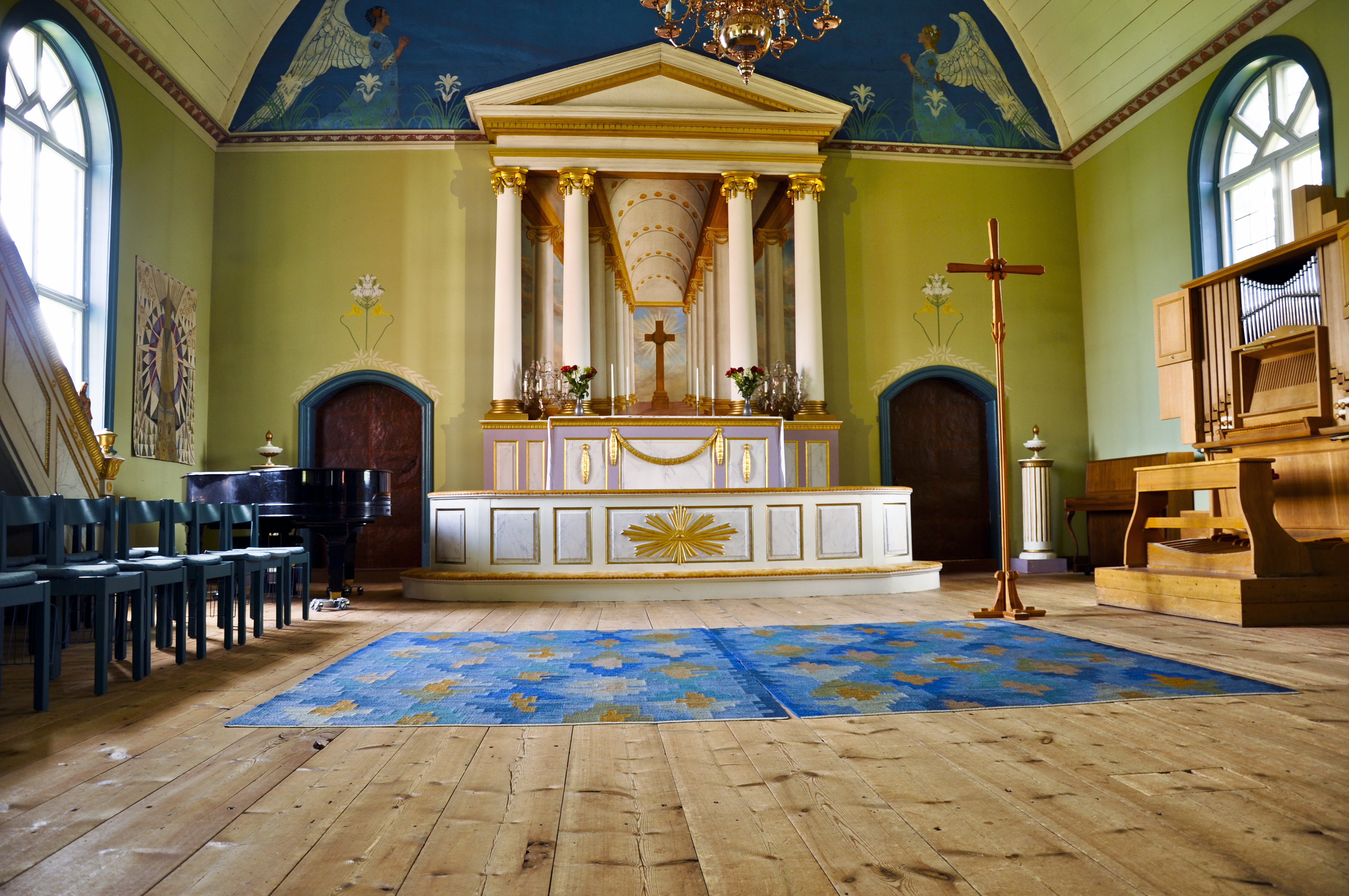
Interiör

## Kyrkobyggnaden
Nuvarande träkyrka uppfördes i mitten av 1700-talet efter handlingar av konstmästare Samuel Solberg i Falun. För att få en stabil grund grävdes djupa gravar som fylldes med sten och slagg och därpå anlades en kraftig grundmur. Väggar timrades av grova stockar från mogna träd. Fasader och yttertak täcktes med spån, delvis återanvända spån från en äldre riven kyrka på samma plats. 
Kyrkan har en korsform, där den östra korsarmen består av ett korparti med rak korvägg och en bakomliggande sakristia med tresidig, östlig avslutning. Kyrkan har en stomme av liggtimmer och ytterväggar som är spånklädda och rödmålade. Alla byggnadsdelar har valmade sadeltak klädda med spån. Kyrkans rundbågiga fönsteröppningar är original. Kyrkorummets väggar är klädda med papp och innertak består av två korsade trätunnvalv.

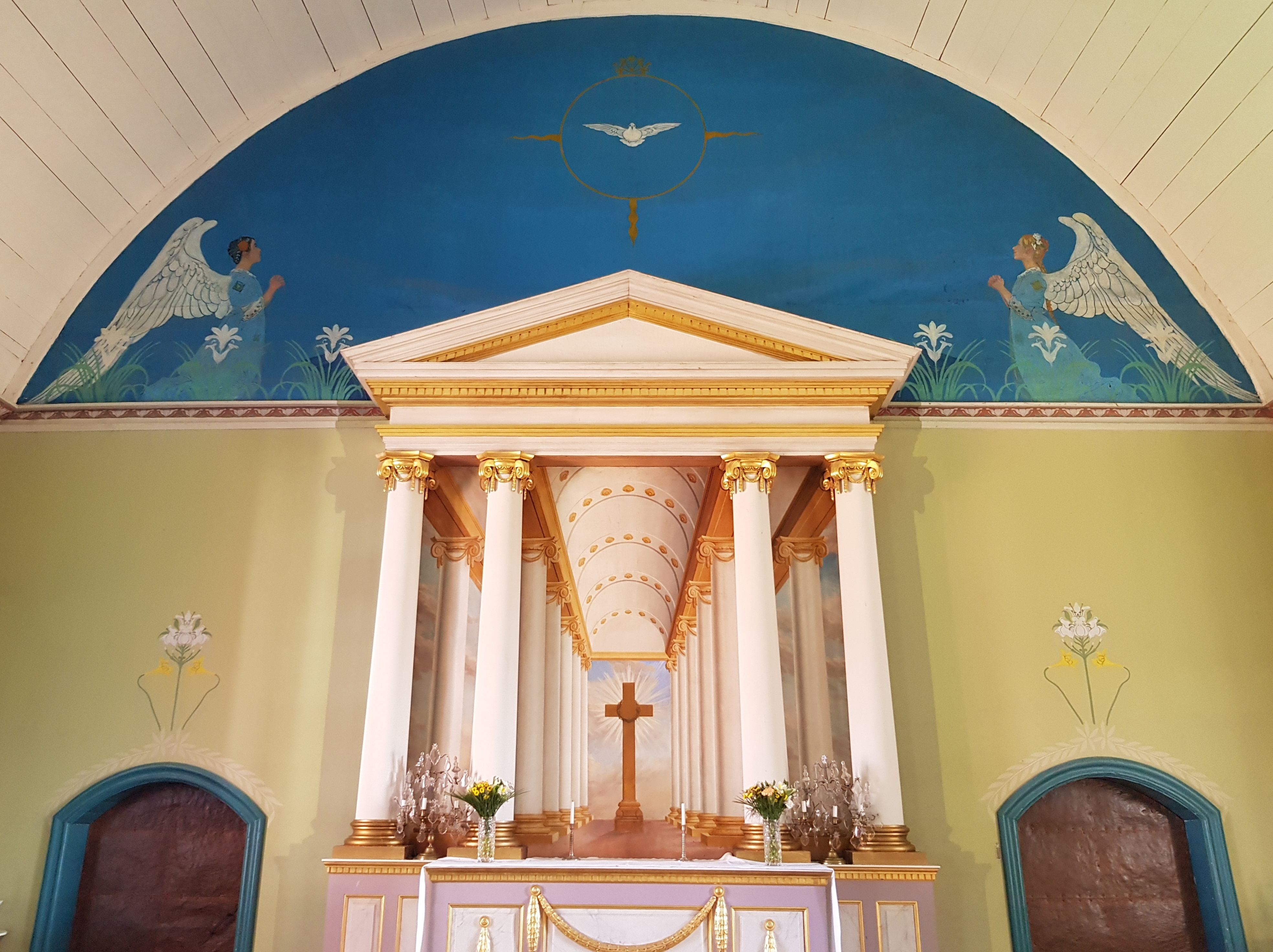
Muralmålning av Carl Larsson från 1905.

Vid en restaurering 1905 omvandlades kyrkans inre radikalt. Då kläddes väggarna med pappmakulerad väv, dekorerades med mossgröna schabloner mot en ljusgrön botten. Bänkinredningen ommålades i gröntonat blått. Restaureringen leddes av konstnären Carl Larsson, vars måleri gav kyrkan en mycket personlig stil och dessa målningar finns fortfarande kvar. Carl Larsson har dessutom förevigat kyrkan på ett flertal målningar och akvareller.
Sundborns kyrka utgjorde tillsammans med Habo kyrka, Kiruna kyrka och Tensta klockstapel motiven för Postens julfrimärken, till utlandet år 2002 under rubriken: "Romantiska kyrkor i juletid".
Den senaste, hittills mest omfattande restaureringen genomfördes 1978, efter arkitekt Mats Stenquists program och med Skånska Cementgjuteriet som huvudentreprenör. Kyrkans timrade väggar tilläggsisolerades på insidan. Eftersom befintlig väggbeklädnad inte kunde överföras till de nya innerväggarna kläddes dessa med glasfiberväv, som målades med plastfärg och med Carl Larssons schabloner rekonstruerade.

## Det rivna träkapellet från 1600-talet
På samma plats där nuvarande kyrka ligger uppfördes ett träkapell 1620. Efter en utvidgning åt väster 1682 blev byggnaden instabil och församlingen planerade för ett nybygge. Våren 1755 revs gamla kyrkan och platsen röjdes av. 

## Inventarier
- Dopfunten av sandsten är skänkt till kyrkan 1659.
- I hörnet mellan koret och norra korsarmen finns en åttasidig predikstol byggd 1873 av snickare C M Berggren i Sundborn efter ritningar av arkitekt N Runer i Gävle.

### Orgel
- Redan 1628 omnämns en orgel i träkapellet.
- På 1670 -talet byggdes en orgel i kapellet med 8 stämmor. Det gamla positivet var 1773 borta.[2]
- 1793 byggde Fredrik Salling, Svärdsjö en orgel med 7 stämmor, en manual och bihängd pedal.
- 1851 byggde Jonas Wengström, Ovanåker en orgel med 9 stämmor, en manual och pedal.
- Den nuvarande orgeln är byggd 1908 av E A Setterquist & Son, Örebro och har mekanisk traktur och pneumatiska våderlådor. 1973 omdisponeras den av samma firma.

| Manual I            | Manual II      | Pedal      | Koppel    |
| Principal 8´        | Gedackt 8´     | Subbas 16´ | I/P       |
| Rörflöjt 8´         | Koppelflöjt 4´ | Oktava 4´  | II/P      |
| Oktava 4´           | Principal 2´   |            | II/I      |
| Rörkvintadena 4'    | Scharf 3 chor  |            | I 4'/I    |
| Waldflöjt 2'        | Krumhorn 8'    |            | II 16'/II |
| Sesquialtera 2 chor | Tremulant      |            |           |
| Mixtur 3 chor       |                |            |           |